# タルト (洋菓子)

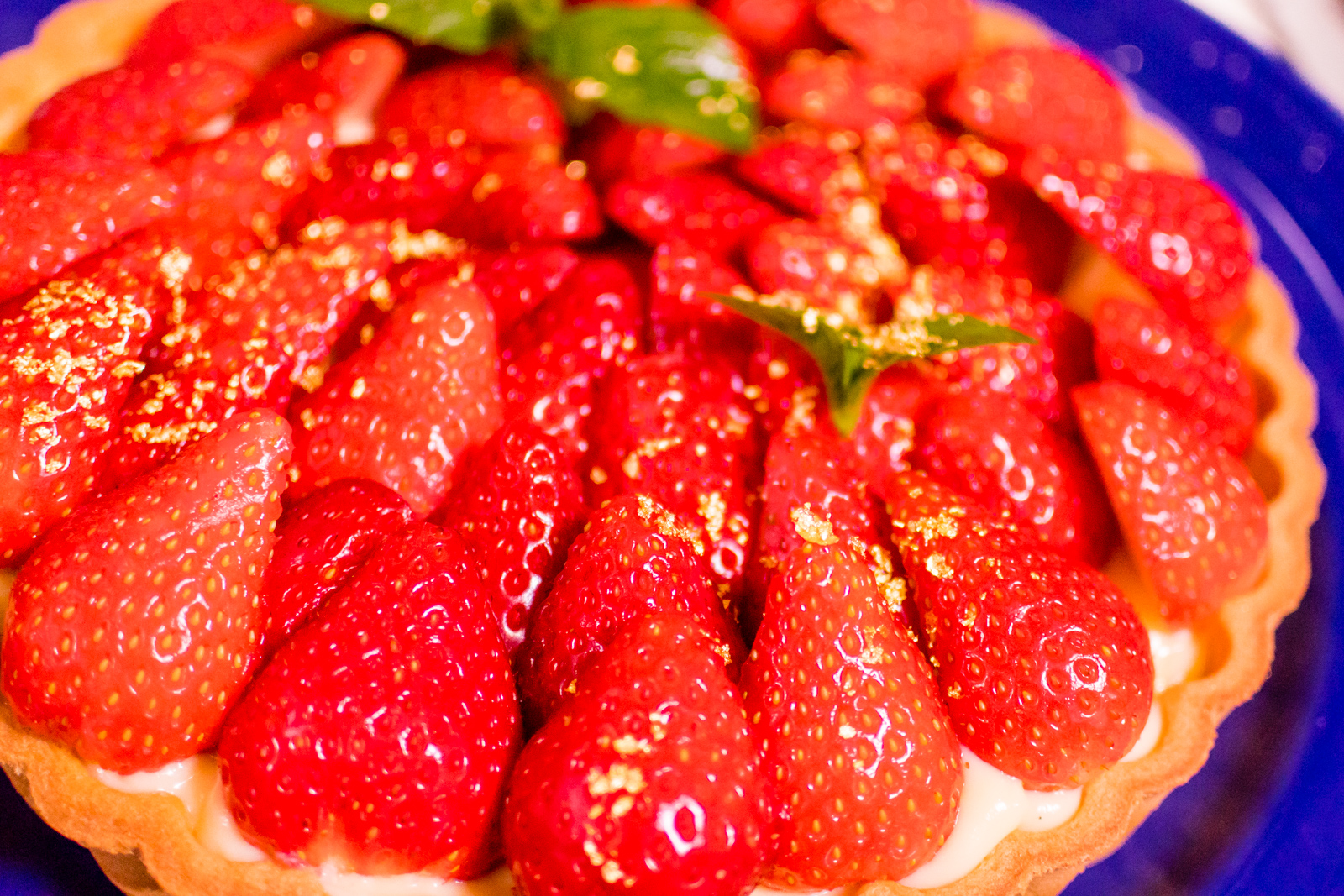
いちごタルト

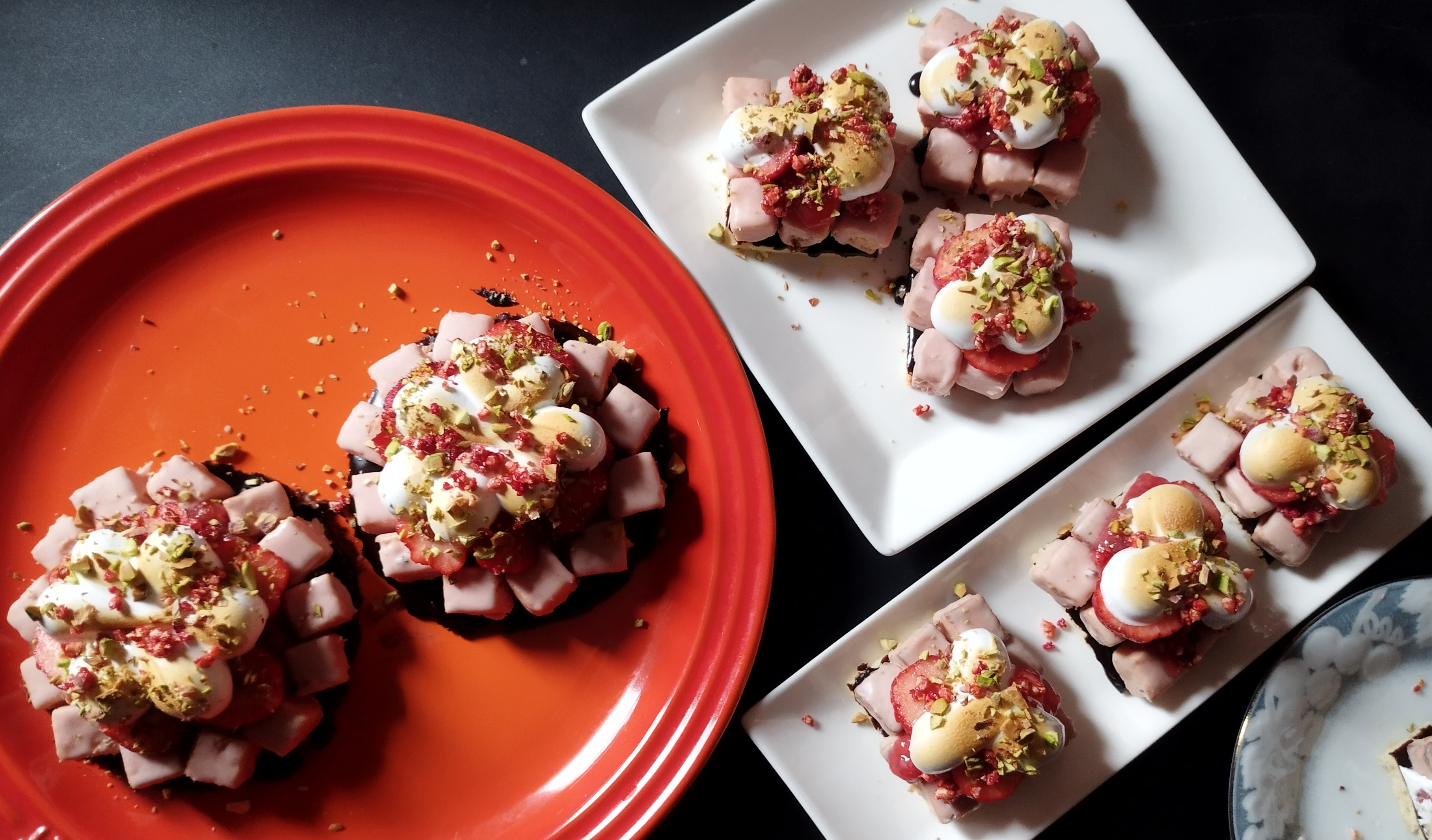
苺のタルト（strawberry tart）

タルト（フランス語: tarte）は、洋菓子の一種。

## 概要
今日のタルトはフランス語圏で用いられ、クッキー生地やパイ生地で作られた皿型の器にクリーム、フルーツを詰めたり乗せた洋菓子である。
使用する具材（フィリング）の名前をつけて「タルト・オ・（フィリングの材料名）」と個別に名前が付けられる。例えば、リンゴのタルトは「タルト・オ・ポム（Tarte aux pommes）」である。
また、タルト生地のサイズによって名称を呼び分けるここともあるが、いずれのサイズであっても単に「タルト」でも通じる。
- タルト - 大きめのサイズ
- タルトレット - 直径7cmから8cm程度で1人分のサイズ
- タルトレット・フール - 一口サイズ

セイボリーに分類される「甘くないタルト」もある。一例としてキッシュはタルト生地やパイ生地に卵液を入れて焼き上げた料理である。

## 起源と語源
語源は古代ローマ時代にあった皿状のパイ菓子トゥールト（ラテン語: tourte）であり、ドイツ語圏の洋菓子トルテと起源、語源は同じであるが、今日ではタルトとトルテはまったく別の菓子になる。
カトラリーが発展していなかった古代ローマ時代にジャムなどのペースト状の食べ物を食べやすくするために、「食べられる器」としてタルト生地が考案された。

## ギャラリー

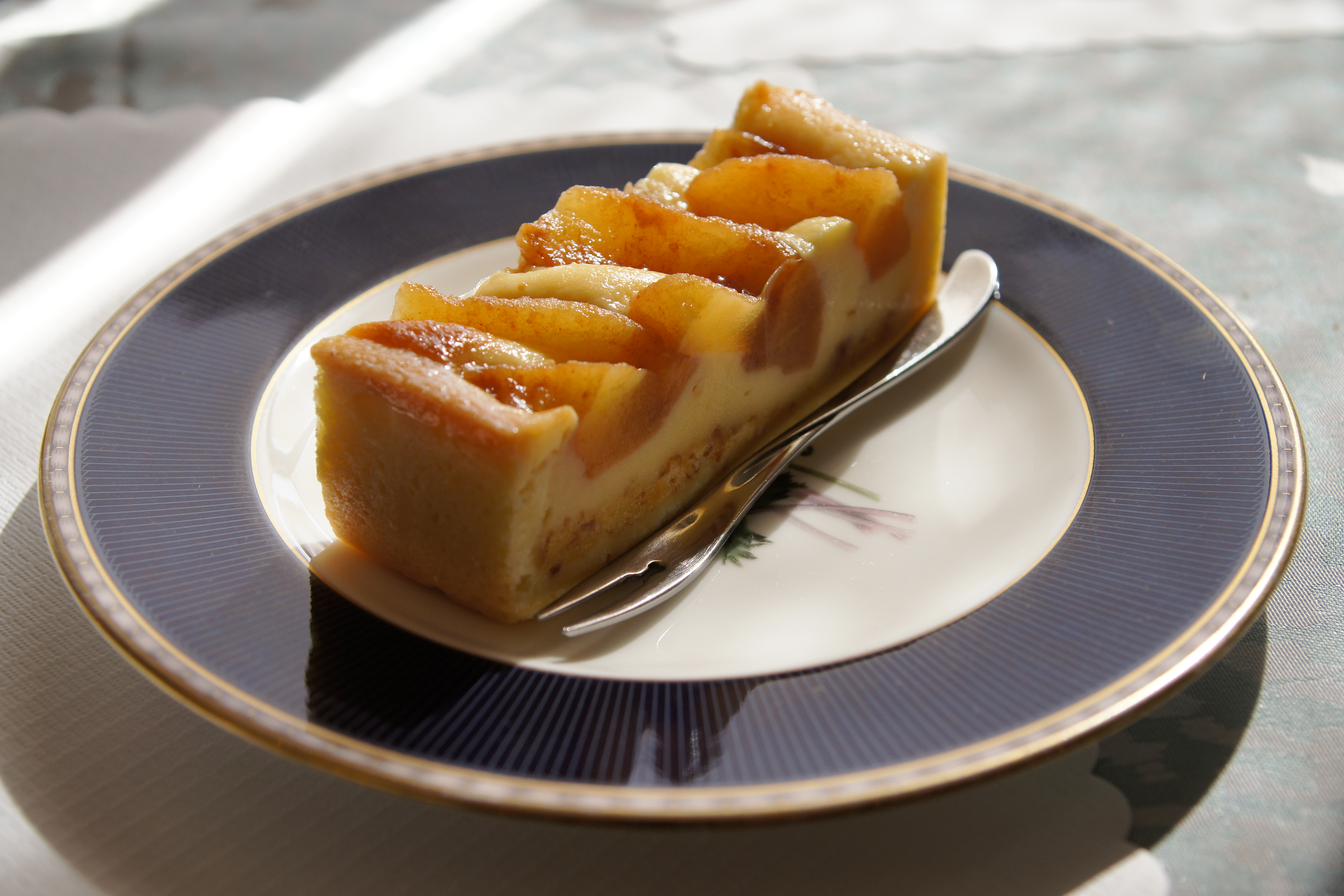
リンゴのタルト（カット）
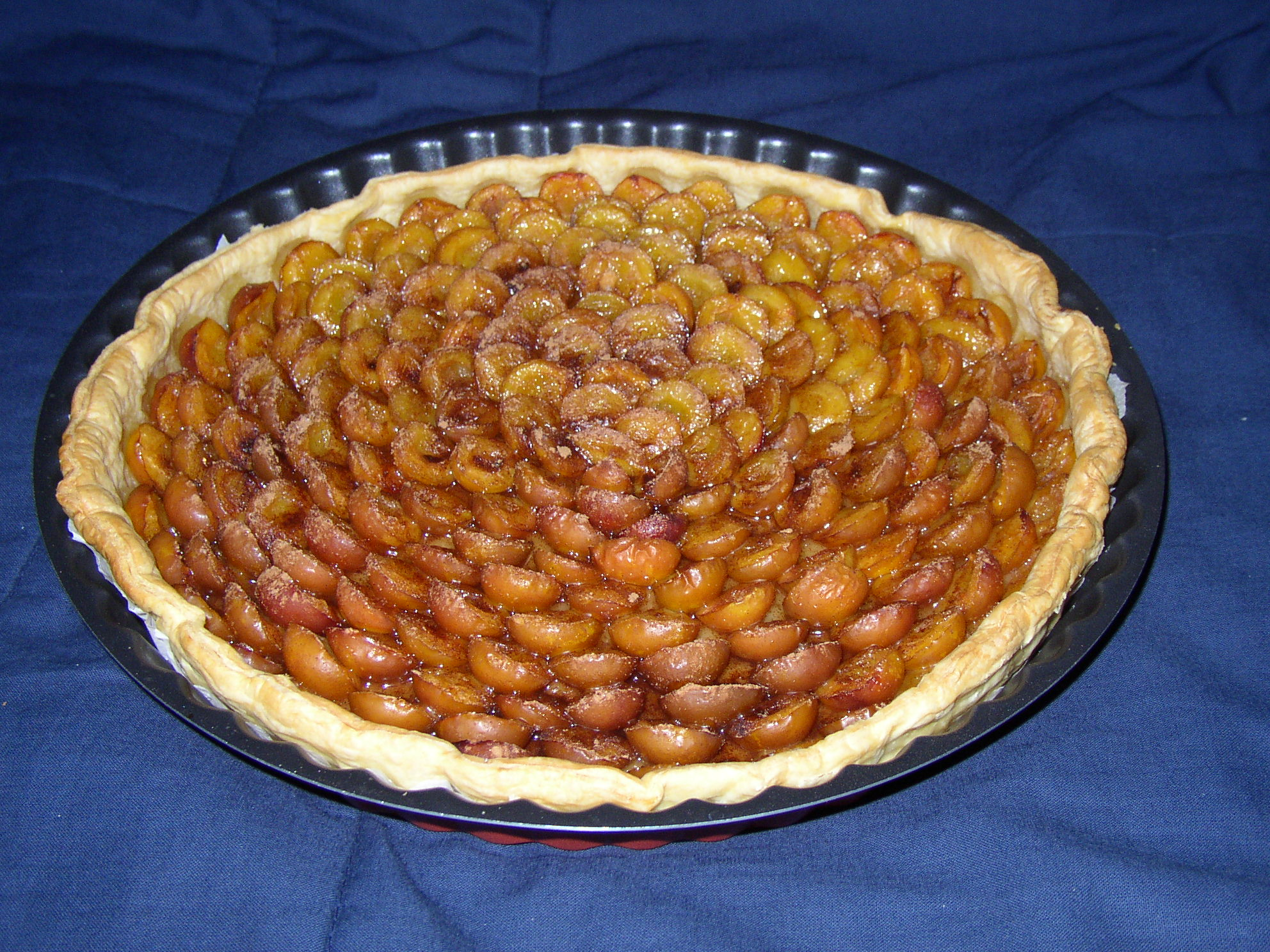
プラム タルト
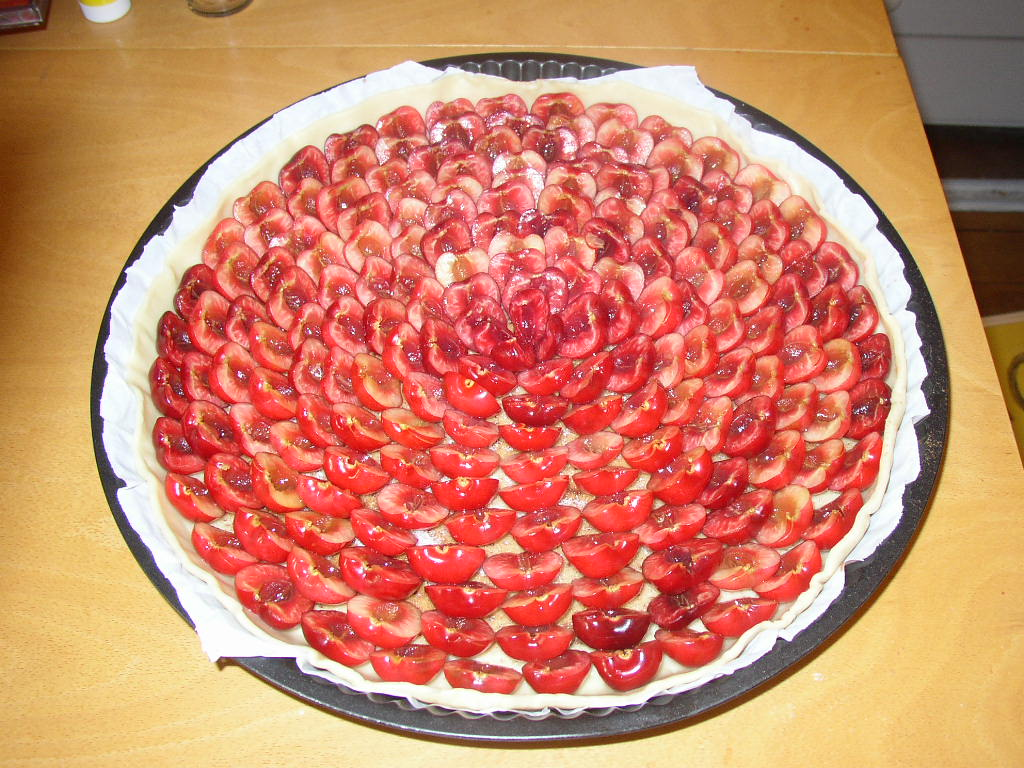
チェリー タルト （焼く前）
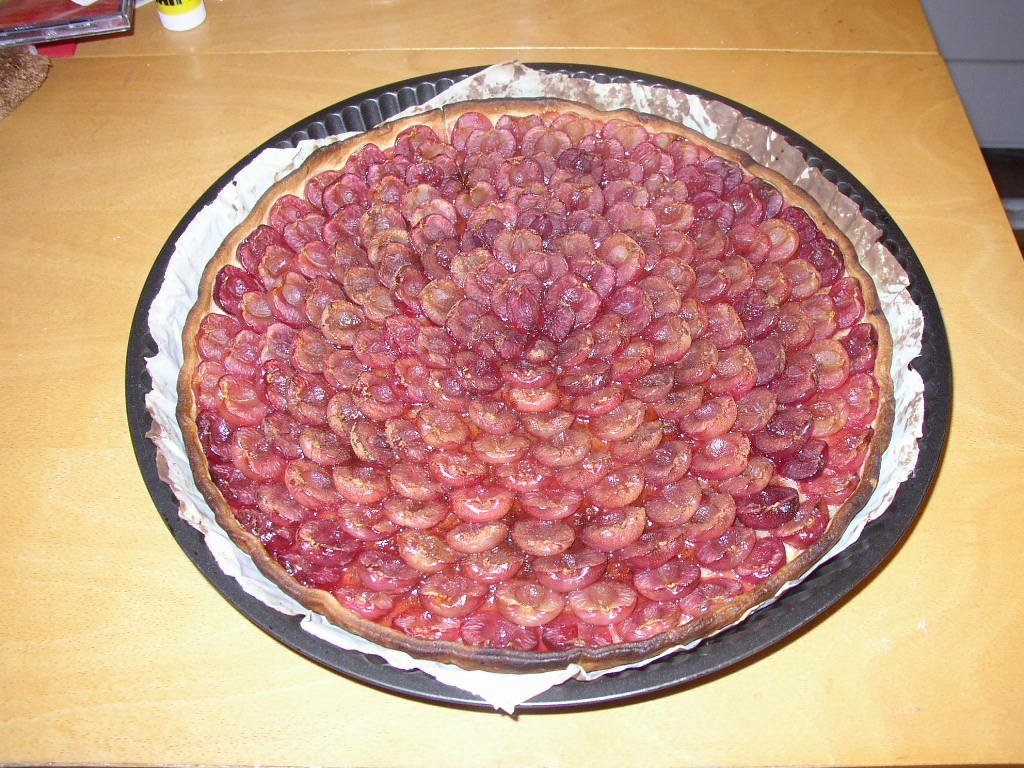
チェリー タルト （焼いた後）
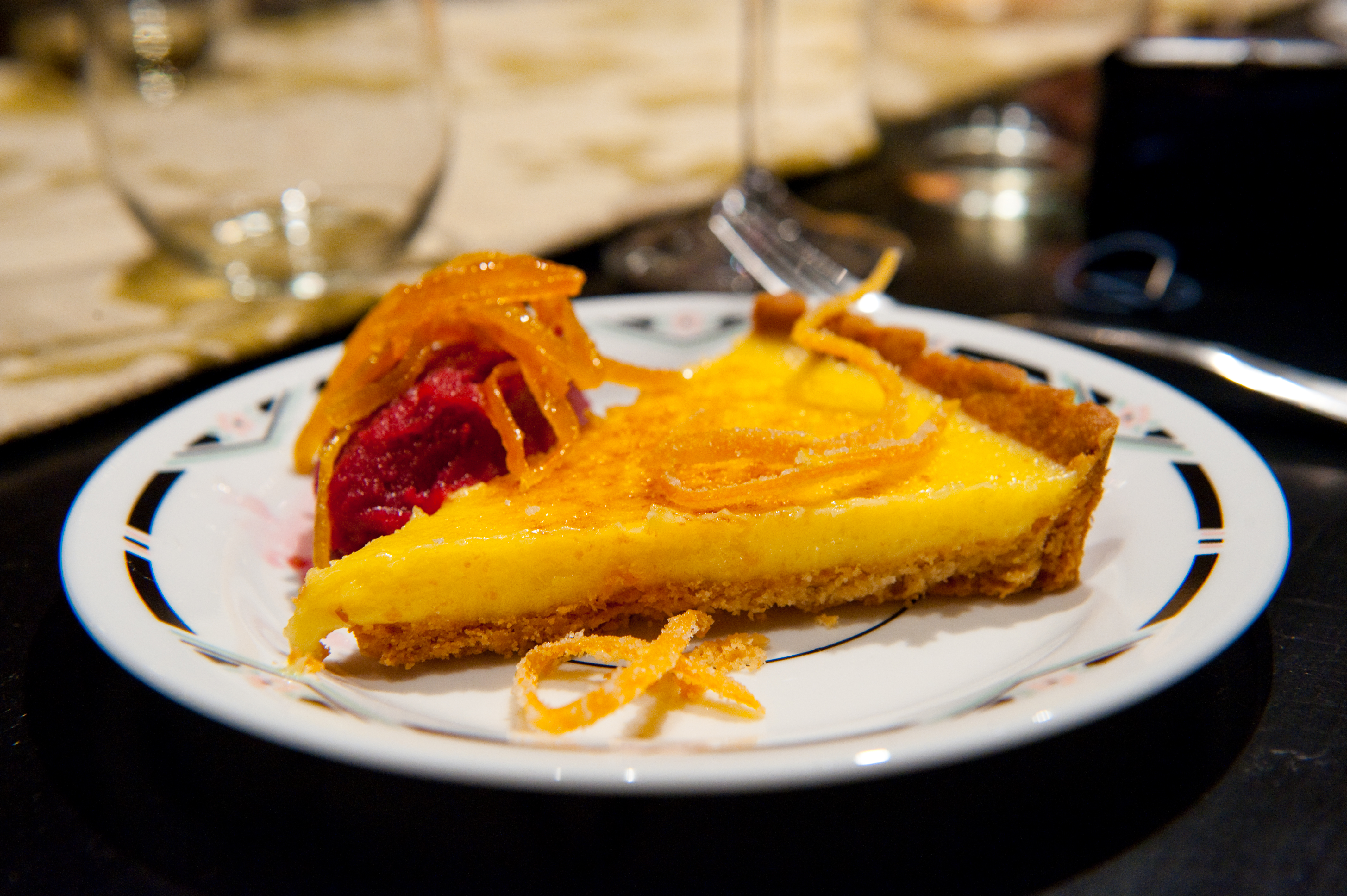
レモンタルト
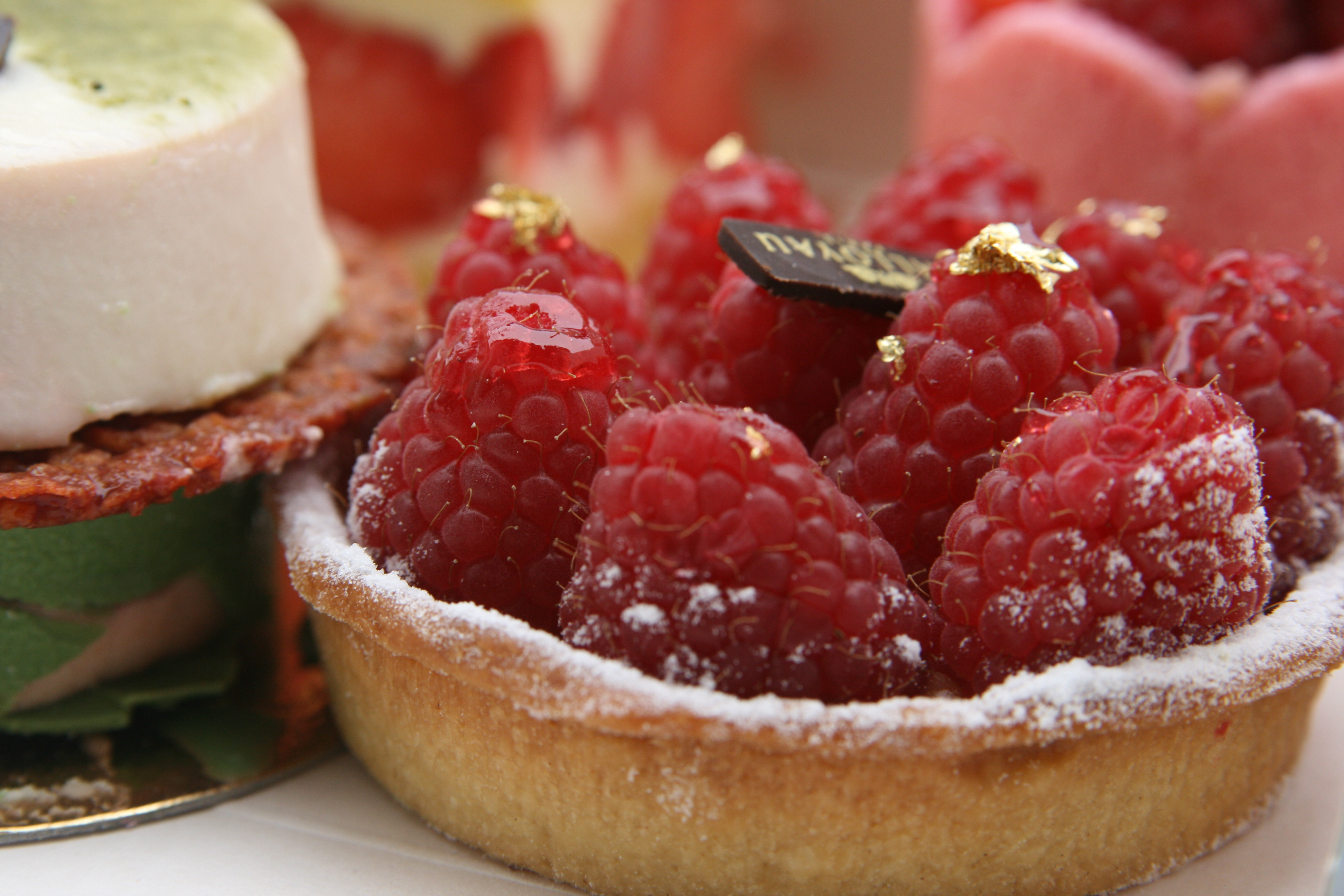
ラズベリータルト